# Orchis quadripunctata
Orchis quadripunctata, the Four-spotted Orchis, là một loài lan được tìm thấy ở miền nam Ý to miền đông Mediterranean.

## Hình ảnh

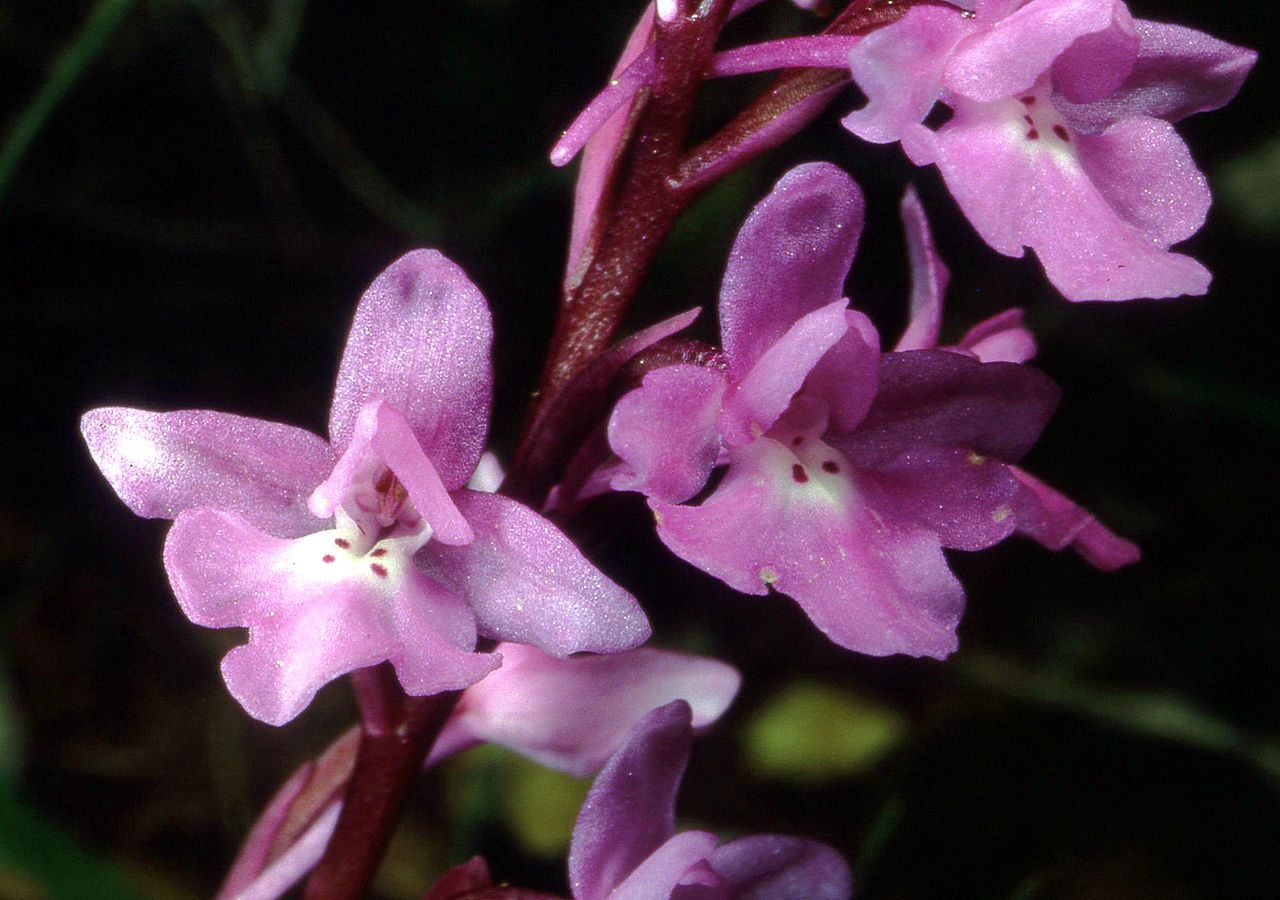
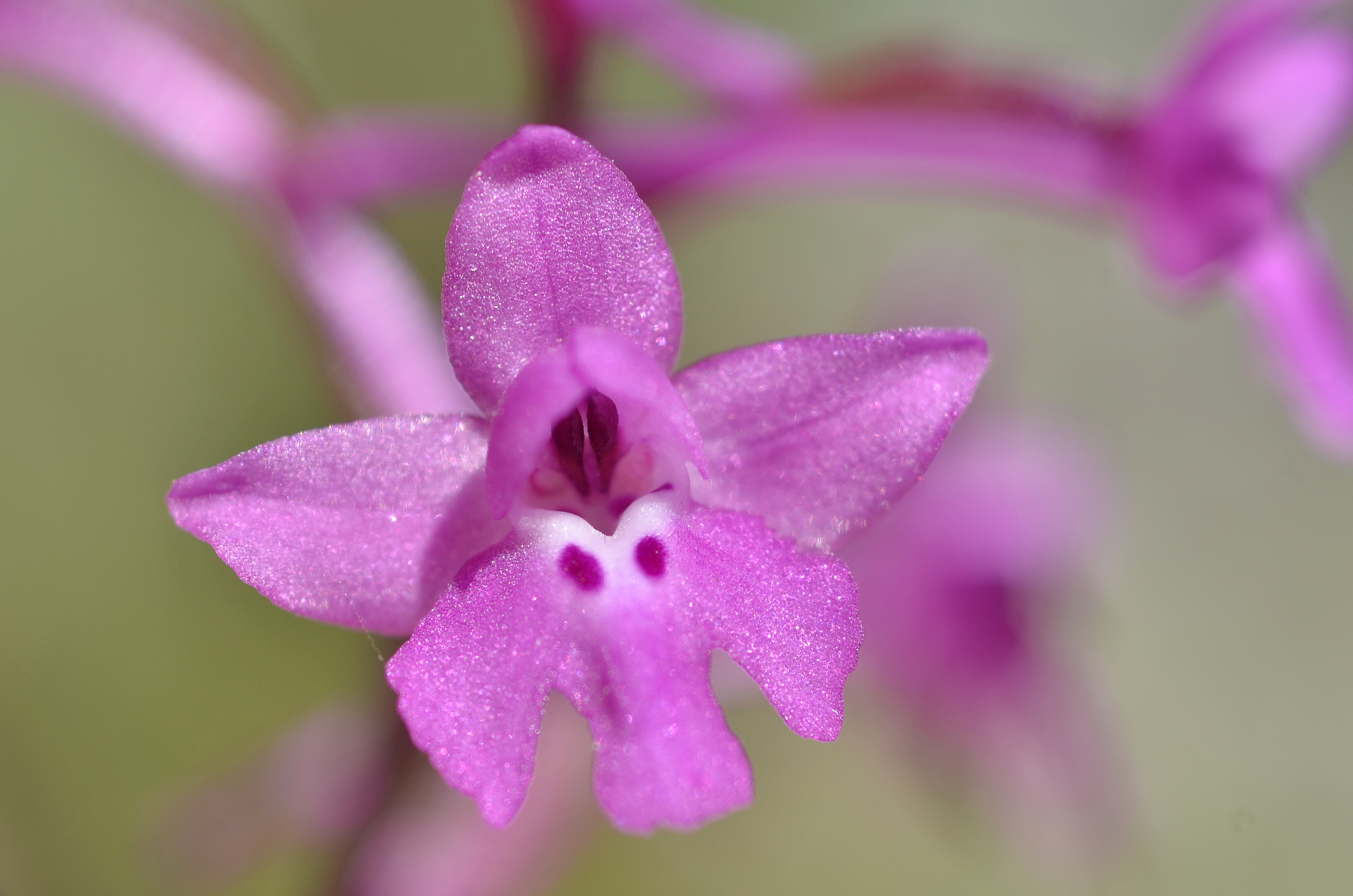
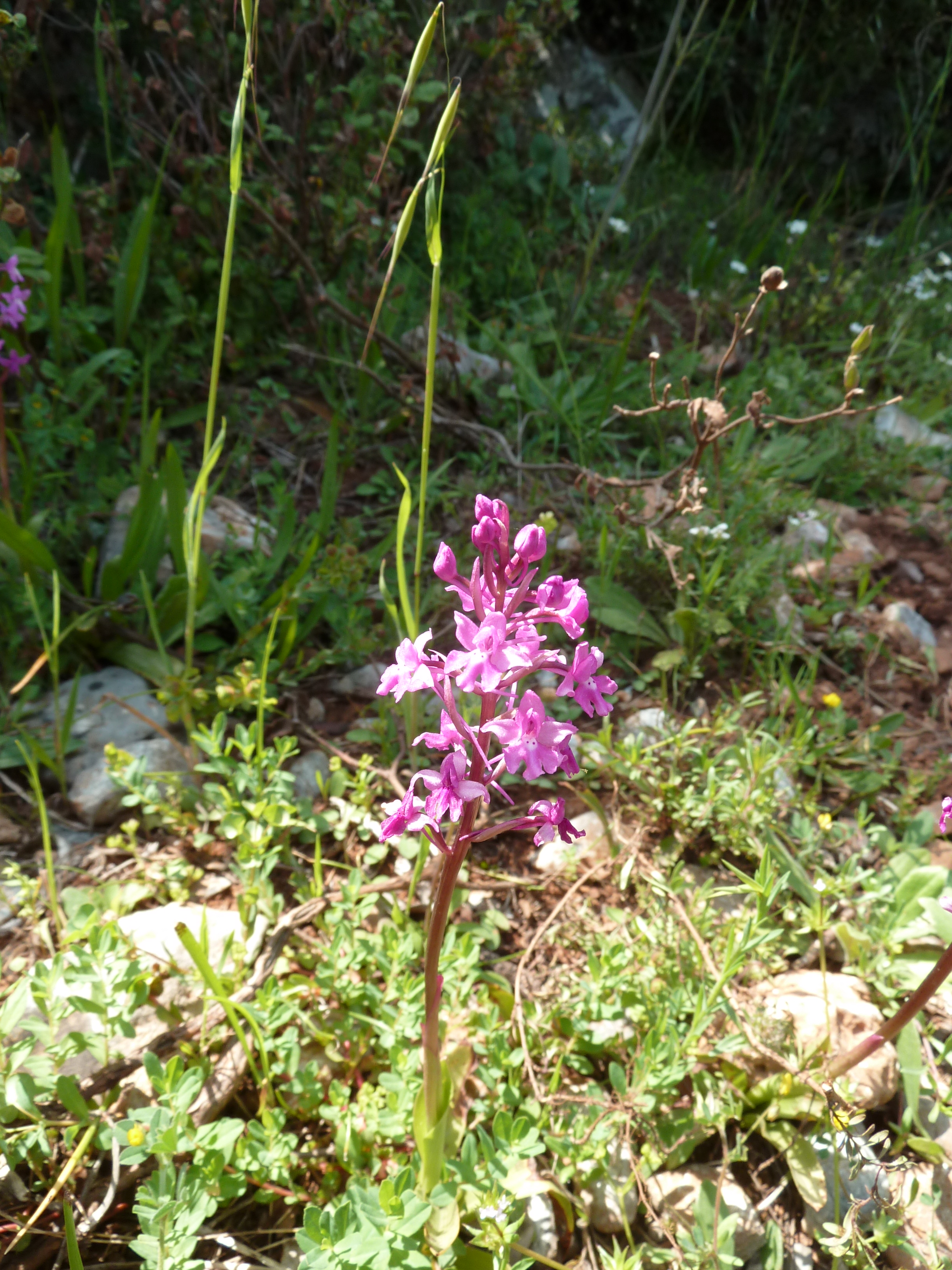
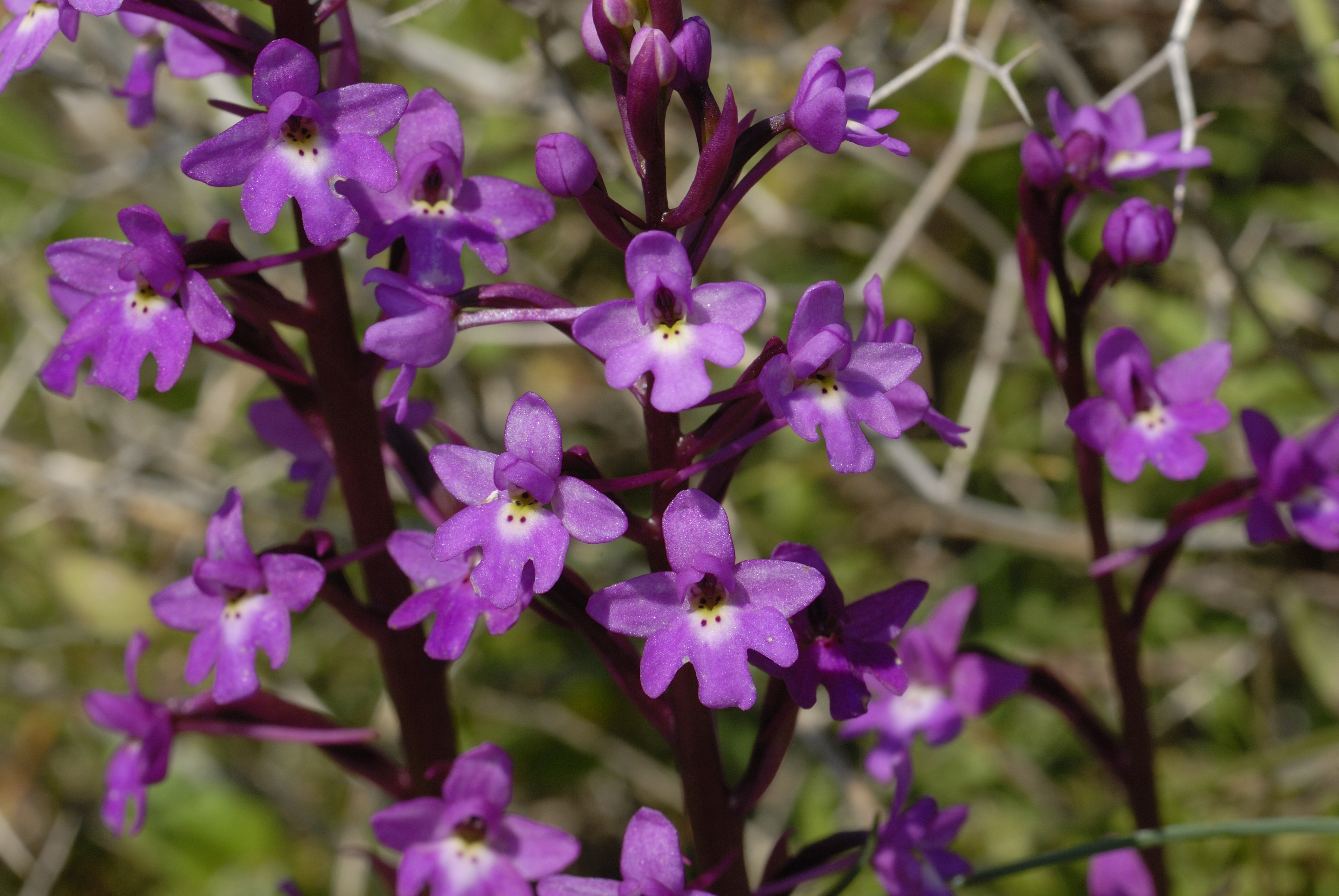